# Mitsuru Maruoka
Mitsuru Maruoka (Tokushima, 6 januari 1996) is een Japanse voetballer die bij voorkeur als centrale middenvelder speelt. Hij wordt sinds januari 2014 door Cerezo Osaka uitgeleend aan Borussia Dortmund. Hij speelt zijn wedstrijden voor Borussia Dortmund II, dat in de 3. Liga uitkomt.

## Clubcarrière
Maruoka komt uit de jeugdopleiding van het Japanse Cerezo Osaka, waar Borussia Dortmund eerder Shinji Kagawa weghaalde. Sinds januari 2014 leent Borussia Dortmund Maruoka anderhalf jaar lang van Cerezo Osaka. Op 25 januari 2014 debuteerde hij voor het tweede elftal van Borussia Dortmund in de 3. Liga tegen SpVgg Unterhaching. Op 20 september 2014 maakte hij zijn opwachting voor het eerste elftal in de Bundesligawedstrijd tegen FSV Mainz 05. Hij viel na 80 minuten in voor Sven Bender.

## Interlandcarrière
Maruoka kwam reeds uit voor Japan −16, Japan −17 en Japan −18. Voor Japan −16 was hij eenmaal trefzeker.